# Lepanthes cremersii
Lepanthes cremersii är en orkidéart som beskrevs av Carlyle August Luer. Lepanthes cremersii ingår i släktet Lepanthes och familjen orkidéer.
Artens utbredningsområde är Franska Guyana. Inga underarter finns listade i Catalogue of Life.